# Pharisäer und Zöllner

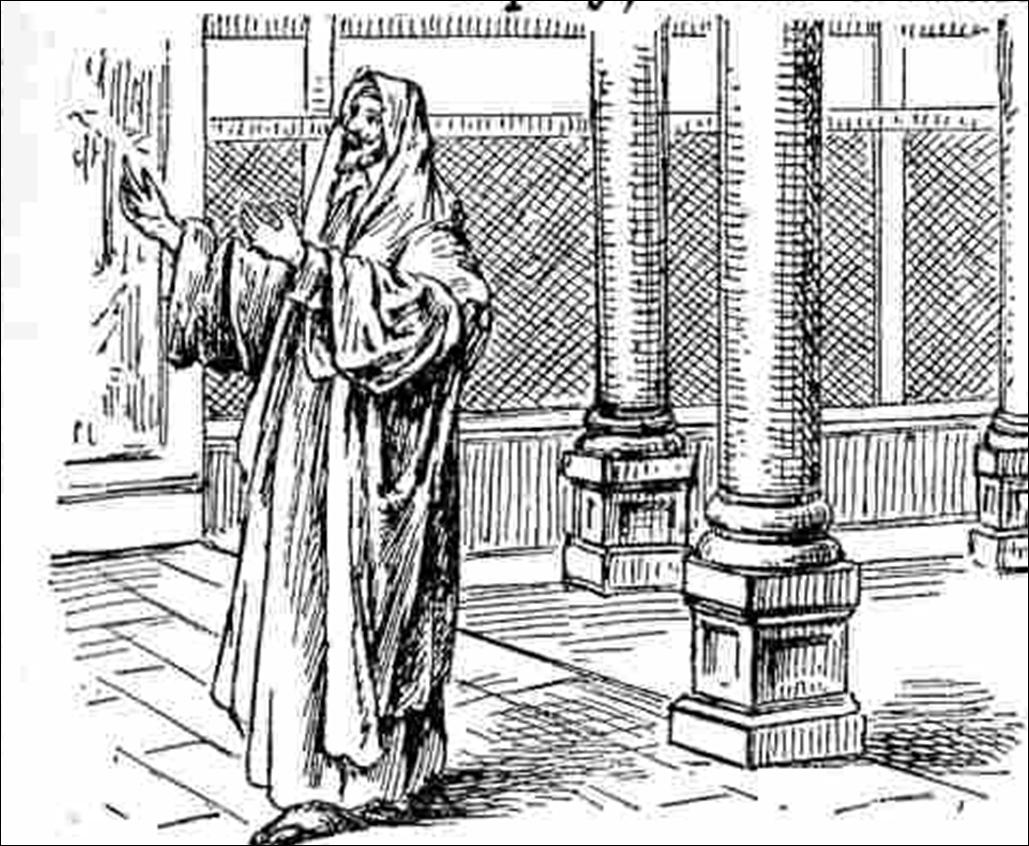
Der Pharisäer (The Bible in Pictures, 1922)

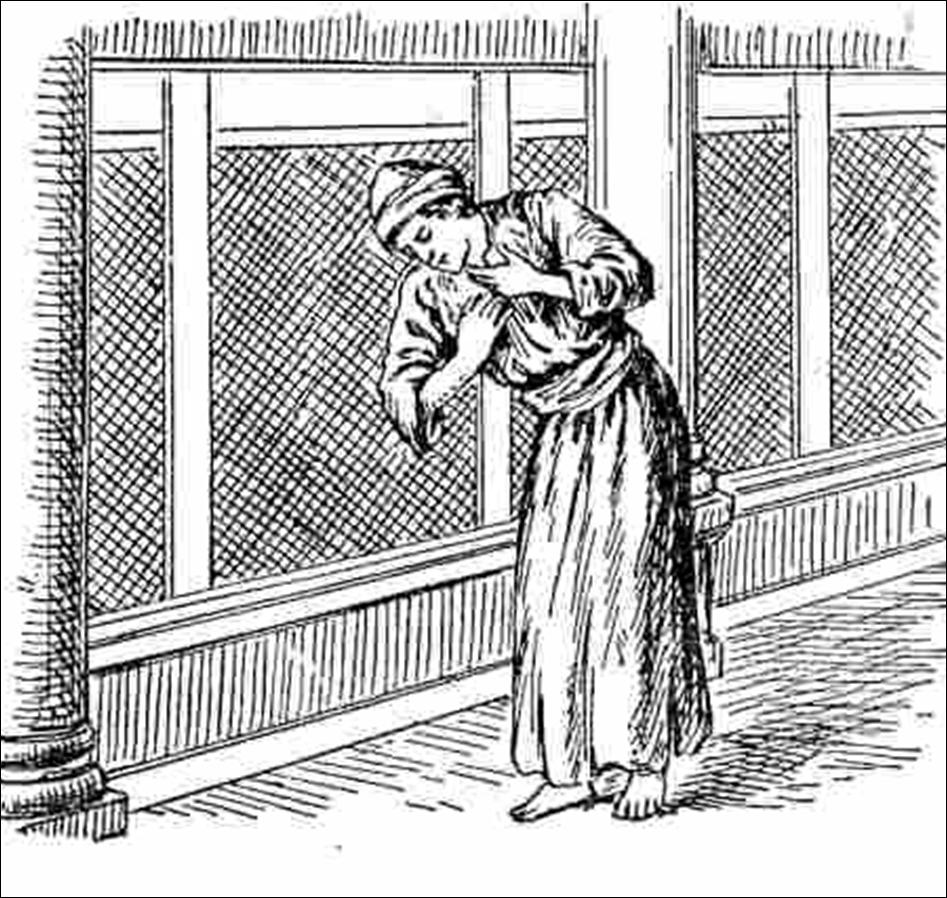
Der Zöllner (The Bible in Pictures, 1922)

Das von Jesus von Nazaret erzählte Gleichnis vom Pharisäer und Zöllner illustriert die richtige Art des christlichen Gebets. Es wird im Neuen Testament der Bibel lediglich im Evangelium nach Lukas überliefert (Lk 18,9–14 ).

## Inhalt
Ein Pharisäer und ein Zöllner gehen in den Tempel zu Jerusalem, um zu beten. Der Pharisäer dankt Gott in seinem Gebet dafür, dass er Pharisäer ist und hebt hervor, dass er sich (in seinen Augen) vorbildlich verhält – und nicht so wie etwa Räuber, Ehebrecher oder eben der Zöllner neben ihm. Er lobt seine Leistungen beim Fasten und beim Geben des Zehnten und sieht keinen Anlass, sich vor dem Höchsten als Sünder zu bekennen. Der Zöllner hingegen schlägt sich gegen seine Brust, wagt dabei nicht aufzusehen und bittet Gott darum, ihm, dem Sünder, gnädig zu sein. Im Gegensatz zum Pharisäer ist er sich seiner Sündhaftigkeit bewusst und voller Demut. Das Gleichnis wird abgeschlossen von den Worten Jesu, der erklärt, dass der Zöllner im Gegensatz zum Pharisäer gerechtfertigt nach Hause ginge, denn jeder, der sich selbst erhöhe, werde erniedrigt werden, wer sich aber selbst erniedrige, werde erhöht werden.

## Deutung

### Zuhörer Jesu
Während des 1. Jahrhunderts n. Chr. stellten die Pharisäer eine angesehene Gruppe unter den Juden dar und waren dafür bekannt, sich streng an die Gesetze des Moses und zudem an die mündlich überlieferten „Vorschriften der Vorfahren“ zu halten. Zöllner hingegen zählten als sozial geächtete Gruppe, da sie mit den Römern als Besatzungsmacht kollaborierten und als Steuereintreiber Geld von der Bevölkerung pressten. In diesem Gleichnis werden die beiden Gruppen entsprechend dem Stereotyp ihrer Zeit dargestellt (Pharisäer = fromm, Zöllner = gesetzesuntreu), dann aber mit einer für die Zuhörer unerwarteten Wendung versehen. Allerdings bedeutete das Gebet des Pharisäers für seine Zeitgenossen keineswegs etwas Ungewöhnliches, im Gegenteil, es ist ein rechtschaffenes jüdisches Gebet. Warum dennoch das Verzweiflungsgebet des Zöllners das Urteil Jesu begünstigt, wird durch die Verbindung zum (mittleren, 4.) Buß-Psalm deutlich, den der Zöllner betet (Psalm 51,13 ) und der in den Satz einmündet:
Das Opfer, das Gott gefällt, ist ein zerknirschter Geist, ein zerbrochenes und zerschlagenes Herz wirst du, Gott, nicht verschmähen. (Ps 51,19 )
Moderne Theologen betonen, dass es sich nicht um eine Beispielerzählung, sondern um ein Gleichnis handelt. Daher gehe es hier weder um eine Verurteilung der Pharisäer noch um eine Aufwertung der Zöllner; vielmehr werde deren übliche Beurteilung vorausgesetzt. Der springende Punkt der Geschichte sei damit, dass sogar einem Pharisäer Selbstgerechtigkeit unterlaufen könne und sogar ein Zöllner in der Lage sei, Buße zu tun; und eben auf die Fähigkeit, Buße zu tun, komme es Jesus an.

### Moderne Deutungen
Die traditionelle Deutung des Gleichnisses führte zu einem eher klischeehaften Bild der Pharisäer, in dem sie pauschal mit Heuchlern gleichgesetzt wurden. Neuere Deutungen betonen zum einen, dass das tatsächliche und ehrliche, keineswegs heuchlerische Streben der Pharisäer nach einem gottgefälligen Leben gewürdigt werden muss. Zum anderen nehmen moderne Theologen häufig eine sehr viel größere Nähe Jesu zu den Pharisäern als zu anderen jüdischen Gruppen an. Das Gleichnis warne vor der Sünde als „Meisterin des Manipulierens“. Sie sei imstande, Gesetzestreue in Menschenverächter zu verwandeln und heimtückisch menschliche Gemeinschaft zu zerstören. Davor gelte es sich zu hüten – also auch davor, sich besser fühlen zu wollen als jener Pharisäer, der seiner Selbstgerechtigkeit erlag.
Das Jerusalemer Bibellexikon sieht den „sündigen, aber bußfertigen Zöllner Gott näher als den stolzen Gerechten“.

## Liturgie
In der klassischen Perikopenordnung der Westkirche (und bis heute in der Leseordnung der EKD) wird das Gleichnis am 11. Sonntag nach Trinitatis als Evangelium gelesen und gibt dem Sonntag sein charakteristisches Thema. Johann Sebastian Bach schuf als Meditation dazu die Kantate Mein Herze schwimmt im Blut. In der heutigen römisch-katholischen Leseordnung wird das Gleichnis im Lesejahr C (Lukas) am 30. Sonntag im Jahreskreis gelesen. In den orthodoxen Kirchen dient die Lesung der Vorbereitung auf die Fasten- und Passionszeit. Der Sonntag vom Pharisäer und Zöllner ist der fünfte Sonntag vor dem Anfang der österlichen Fastenzeit.

## Volkstümliche Rezeption
Eugen Roth († 1976) dichtete zu diesem Thema folgendes:
Der Salto

„Ein Mensch betrachtete einst näher

die Fabel von dem Pharisäer,

der Gott gedankt voll Heuchelei

dafür, dass er kein Zöllner sei.

Gottlob! rief er in eitlem Sinn,

dass ich kein Pharisäer bin!“